# Ivo Sanader
Ivo Sanader (Split, 8. lipnja 1953.) je hrvatski političar. Obnašao je dužnosti osmog predsjednika Vlade Republike Hrvatske i drugog predsjednika Hrvatske demokratske zajednice.

## Mladost i obitelj
Sanader je rođen u siromašnoj obitelji podrijetlom iz Dugobaba kod Klisa. Sanaderov djed Jure bio je ljekar te je liječio seljake ljekovitim travama kako su pravi liječnici bili daleko, u Splitu ili Trogiru. Njegov sin, Sanaderov otac, Ante Sanader, kao 17-godišnjak, nakon pada NDH, našao se na Križnom putu i završio u logoru u Šentvidu kod Ljubljane. Nakon rata, obitelj je o tome šutjela, tako da najmlađi stric Ive Sanadera, Vinko Sanader, uopće nije znao da mu je brat bio u logoru.
Sanaderov otac Ante i njegov brat Ivan oženili su dvije sestre iz susjednog sela Vučice iz obitelji Josipa i Šime Vučice. Antina žena Ivanka rođ. Vučica živjela je s Antom jedno razdoblje u Dugobabama, te su se kasnije preselili u Split. Zajedno s njima preselio se i stric Ivan, dok je najmlađi brat ostao s ocem Jurom. Sanaderov djed Jure 1960-ih je prodao kuću u Dugobabama i preselio se u Brda kraj Splita, a potom na Kopilicu i Lovrinac, gdje je imao veliko imanje. Najmlađi stric Vinko započeo je vojničku karijeru u Jugoslavenskoj ratnoj mornarici.
Sanaderov otac Ante, nakon što se preselio, završio je soboslikarski zanat, a potom je počeo raditi kao samouki vodoinstalater. Zajedno sa ženom Ivankom imao je petero djece koja su se rodila u razdoblju od sedam godina. Najstariji je bio Ivo Sanader, a potom braća Miro (1955.), Vlado (1957.), Vinko (1958.) i sestra Danica (1960.). Ivo Sanader greškom je upisan kao "Ivica Sanader", a također je i njegovoj braći prezime bilo krivo upisano, što je kasnije ispravljeno.
Sanaderova obitelj živjela je u skromnom stanu u radničkoj četvrti Veli Varoš. Živjeli su vrlo siromašno, na samom socijalnom dnu. Problem je predstavljalo i to što je Sanaderov otac bio sklon alkoholu, pa je majka Ivanka bila primorana tražiti pomoć od Crkve, posebice od časnih sestara klarisa. Zbog neimaštine je Sanaderov otac otišao raditi kao gastarbajter u Njemačku, zbog čega se njegova obitelj našla na udaru komunističkih vlasti u Splitu.

### Obrazovanje
Sanaderov život u Veloj Varoši imao je i svojih prednosti. Osnovna škola koju je upisao 1960. bila mu je udaljena samo 200-tinjak metara. U osnovnoj školi bio je odličan i zatajan đak. Nakon što je završio osnovnu školu, pobožna majka Ivanka zamolila je svećenike da prihvate Sanadera u sjemenište. Razlog tomu bila je neimaština. Sva Sanaderova braća i sestre bili su obrazovani u sjemeništu gdje su imali besplatan smještaj i hranu. Sva Sanaderova braća završila su Nadbiskupijsku klasičnu gimnaziju i bili u sjemeništu.
U gimnaziji, koju je upisao 1968., Sanader se istaknuo kao odlikaš. Uz to, Sanader je pokazivao talent u nogometu, jezicima, te karakter vrsnog i prepotentnog polemičara. Njegovi profesori u gimnaziji gajili su za Sanadera velike nade. Mnoge istaknute osobe bile su zajedno s njim u toj generaciji, među njima don Anđelko Kaćunko, Radoslav Dodig, prof. klasičnih jezika i poznati pobjednik na kvizovima, te Augustin Bašić, urednik na HRT-u, kao i poznati svećenici Splitsko-makarske biskupije. U gimnaziji je Sanader razvio intelektualni potencijal, što je uočio i njegov duhovnik don Ante Jurić, kasnije biskup. Međutim, svećenstvu je smetao Sanaderov bunt i liberalizam. Kao gimnazijalac, Sanader je bio jedan od pokretača i urednika Navještenja, mjesečnika Nadbiskupijskog sjemeništa, u kojem je objavio zapažene članke i intervjue. U četvrtom razredu gimnazije upoznao je i Mirjanu Šarić, svoju buduću ženu.
Nakon maturiranja, samo je nekoliko sjemeništaraca iz Sanaderove generacije upisalo studij bogoslovije, među njima bio je i sam Sanader. On je, zajedno s Anđelom Kaćunkom, studirao na Bogoslovnom fakultetu u Splitu godinu dana, nakon čega je otišao na odsluženje vojnog roka u Pulu. Nakon toga odlazi u Rim na studij filozofije. No, ubrzo uviđa kako mu se tamo baš i ne sviđa te se vraća u Split. Nakon vjenčanja s Mirjanom Šarić, mladi bračni par odlazi u Innsbruck (Austrija) na studij gdje upisuje komparativnu književnost i romanistiku. Doktorirao je 1982. na temu Nazor o svijetu u kazališnom djelu Jeana Anouilha.
Nakon završetka studija bračni par Sanader vraća se u Hrvatsku. Po povratku Ivo prvi posao pronalazi u marketinškom odjelu Dalmacijaturista. No, tu nije ostao zadugo. Pronalazi novo radno mjesto u nakladničkoj tvrtki Logos gdje se zapošljava na radnom mjestu programskog urednika 1983. Pet godina kasnije (1988.) postaje glavni i odgovorni urednik Logosa. U to vrijeme radi na uređivanju časopisa Mogućnosti. Karijeru u nakladničkoj kući prekida iznenadni otkaz. Sanader odlazi u Austriju gdje osniva dvije privatne tvrtke. Iz Austrije surađuje s magazinom Start koji je u to doba bio veoma popularan. Sanader je tada bio uposlen u agenciji Meyer Press s kojom je Start dogovorio nabave materijala.

## Politička karijera

### Tijekom 1990-ih
Nakon prvih demokratskih izbora održane u proljeće 1990., pristupa u kolovozu HDZ-u u Austriji. Politički se angažira u listopadu 1990. godine, kada u Innsbrucku osniva ogranak HDZ-a. Ostvaruje prve kontakte s Franjom Tuđmanom.
Po povratku u Hrvatsku, Ivo Sanader postao je intendant Hrvatskog narodnog kazališta u Splitu (1991. – 1992.). Na izborima u kolovozu 1992. izabran je za zastupnika u Zastupničkom domu Sabora Republike Hrvatske, međutim ulazi u vladu Hrvoja Šarinića u kojoj obnaša dužnost ministra znanosti i tehnologije. No, unatoč svojoj funkciji bavi se uglavnom pregovorima s međunarodnim mirovnim posrednicima. Dužnost ministra obnaša do 7. siječnja 1993., kada postaje zamjenik ministra vanjskih poslova. Tu je dužnost obnašao do 1995. godine, ali i u razdoblju od 1996. do 2000. Od 1995. do 1996. obnašao je dužnost predstojnika Ureda Predsjednika Republike Hrvatske i glavnog tajnika Vijeća obrane i nacionalne sigurnosti (VONS).

### Dolazak na čelo HDZ-a
Na 5. Općem saboru HDZ-a 2000. izabran je za predsjednika stranke nasljedivši na tom mjestu Franju Tuđmana.
Sanader je iste godine izabran za zastupnika u Hrvatskom saboru, a u tom sazivu obnašao je i dužnost potpredsjednika Odbora za vanjsku politiku.
Godine 2001. na prosvjedu na splitskoj rivi, održanom u znak podrške Mirku Norcu, hrvatskom generalu optuženom za ratne zločine, Sanader se istaknuo kao vođa pokreta podrške generalima. Kasniji njegovi potezi po pitanju ratnih zločina i suradnje s Međunarodnim sudom za ratne zločine počinjene na području bivše Jugoslavije nisu bili posve u skladu sa stavovima izrečenim na splitskoj rivi.

### Predsjednik Vlade
Nakon što je njegova stranka HDZ pobijedila na parlamentarnim izborima 2003. godine, 9. prosinca ga je predsjednik Republike Hrvatske predložio za premijera, te je Hrvatski sabor njegov prijedlog izglasao s 88 glasova (od ukupno 152).
Nakon održanih parlamentarnih izbora 2007. godine, njegova stranka dobila je pojedinačno najviše zastupnika u novom sazivu Hrvatskog sabora te mu je predsjednik Republike Hrvatske Stjepan Mesić 15. prosinca, nakon obavljenih konzultacija s predsjednicima parlamentarnih stranaka, dao mandat za sastavljanje nove Vlade Republike Hrvatske. 11. siječnja 2008. Hrvatski sabor je izglasao povjerenje novoj Vladi.
Dana 1. srpnja 2009. podnio je ostavku na mjesto premijera i sve stranačke dužnosti. Hrvatski sabor prihvatio je njegovu ostavku 2. srpnja 2009., a dužnosti predsjednika Vlade Republike Hrvatske razriješen je 6. srpnja. 4. siječnja 2010. njegovo ime je izbrisano s popisa članova HDZ-a.

## Povratak u politiku i isključenje iz HDZ-a
U suprotnosti sa svojim ranijim izjavama (1. srpnja 2009.), Sanader je najavio da će se vratiti na aktivniju ulogu u politici, navodeći da je njegova odluka o povlačenju bila pogreška, te da je HDZ "pobjednička stranka, a ne stranka koja osvoji 12% glasova", koju je izjavio nakon prvog tjedna predsjedničkih izbora. On je podržan od strane desetak zastupnika HDZ-a, uključujući i Luku Bebića, ali nikoga od članova Vlade. Nekoliko zastupnika kasnije je odreklo povezanost sa Sanaderom i tvrdili su da su bili prevareni.
Nakon cijelog dana susreta vodstvo HDZ-a, 4. siječnja 2010. Ivo Sanader je bio izbačen iz Hrvatske demokratske zajednice. Od 22 članova predsjedništva stranke, 16 su glasali za izbacivanje, tri su bili protiv (Luka Bebić, Mario Zubović i Damir Polančec) i dva suzdržana (Bianca Matković i Petar Selem). Sanader nije bio prisutan na sastanku.
U jesen 2010. Sanader je iskoristio svoje pravo da kao nezavisni zastupnik uđe u Sabor, odnosno zauzme mjesto koje je kao nositelj liste HDZ-a osvojio 2007.
Nakon što je 9. prosinca 2010. objavljeno da Državno odvjetništvo Republike Hrvatske od Hrvatskog sabora traži ukidanje zastupničkog imuniteta radi pokretanja kaznenog postupka, Ivo Sanader je svega nekoliko sati nakon toga napustio Hrvatsku. Nakon što mu je Hrvatski sabor skinuo imunitet, izdana je tjeralica. Tereti ga se za počinjenje kaznenog djela udruživanja za počinjenje kaznenog djela i zlouporabu položaja i ovlasti. Sanader je uhićen sljedećeg dana u Austriji i priveden u Zemaljski sud u Salzburgu.
"USKOK je Županijskom sudu u Zagrebu podnio žalbu na prvostupanjsku presudu Ivi Sanaderu u predmetu Hypo i Ina-Mol, te traži da se bivšeg premijera sudi na maksimalnu kaznu od 15 godina zatvora, objavljeno je na internetskim stranicama DORH-a."

## Suđenje za ratno profiterstvo
Ivo Sanader osuđen je na osam i pol godina zatvora te je time postao prvi osuđeni bivši premijer i ratni profiter u Hrvatskoj. Pravomoćnu presudu su donijeli suci na Vrhovnom sudu Republike Hrvatske Zdenko Konjić, Dražen Tripalo i Marin Mrčela. Sanader je zbog primanja mita šefa mađarskog MOL-a Zsolta Hernadija osuđen na deset godina zatvora no potvrđujući presudu na Vrhovnom sudu Republike Hrvatske kazna mu je smanjena na osam i pol godina zatvora.[nedostaje izvor]
U veljači 2025. Visoki kazneni sud Republike Hrvatske odbio je žalbu DORH-a i potvrdio presudu Županijskog suda u Zagrebu, kojom je Sanader oslobođen optužbi za ratno profiterstvo u aferi Hypo.

### Puštanje na slobodu
Dana 31. srpnja 2025. pušten je na uvjetnu slobodu.

## Privatni život
Oženjen je Mirjanom Sanader s kojom ima dvije kćerke, Petru i Brunu. Supruga radi na Odjelu za arheologiju Filozofskog fakulteta u Zagrebu. Jedan brat Ive Sanadera je svećenik, drugi je prosvjetni radnik, dok je sestra redovnica. Zanimljivo je spomenuti kako je Sanaderova baka sestra Ante Topića Mimare. Objavio je i dvije knjige: I ružičasto je crno, te Fenomen parfema. U suradnji s Antom Stamaćem sastavio je U ovom strašnom času: antologija suvremene hrvatske ratne lirike, koja je kasnije prevedena na dvadesetak jezika. Član je Društva hrvatskih književnika i Hrvatskog centra P.E.N.-a.
Govori četiri strana jezika: engleski, francuski, njemački i talijanski.

## Odlikovanja
- 2008. – Velered kraljice Jelene s lentom i Danicom[16]
- 2007. – Bayerischer Verdienstorden, medalja Slobodne Države Bavarske
- 1995. – Red kneza Trpimira s ogrlicom i Danicom[17]

## Djela
Objavio je više knjiga te niz znanstvenih i stručnih tekstova iz područja književne povijesti i kritike te politike i diplomacije. 
- „I ružičasto je crno: (nazor o svijetu u kazališnom djelu Jeana Anouilha)”, Split : Književni krug, 1988.
- „Fenomen parfema: germanističke rasprave, eseji, osvrti”, Izdavački centar Rijeka, Rijeka, 1989.
- „U ovom strašnom času: antologija suvremene hrvatske ratne lirike” (suautor Ante Stamać), Školska knjiga, Zagreb, 1994.
- „Hrvatska u međunarodnim odnosima: 1990. – 2000.”, Golden marketing, Zagreb, 2000., ISBN 953-212-029-7
- „Doba politike, knjiga prva – Detuđmanizacija”, Večernji list, Zagreb, 2017.

## Ostali projekti
|  | Zajednički poslužitelj ima još gradiva o temi Ivo Sanader |
|  | Wikicitati imaju zbirke citata o temi Ivo Sanader         |